# Mikiyo Ōno
Pour les articles homonymes, voir Ono.
Mikiyo Ōno, ou Ono, Oono, Ohno (大野幹代, Ōno Mikiyo, née le 17 juin 1974 à Tokyo, Japon) est une chanteuse et actrice, ex-idole japonaise dans les années 1990. Elle débute en 1989 avec le groupe de J-pop féminin CoCo, qui se sépare en 1994. En 1992, elle commence parallèlement une carrière en solo, sortant deux singles, classés à l'Oricon. En 1997, elle joue le rôle de l'héroïne d'un des films de la série Zero Woman: Zero woman: Kesenai kioku. En 2000, elle sort deux singles en tant que chanteuse du groupe LOVE TRACE.

## Discographie
Singles en solo
- 1992.07.01 : Yurushite....
- 1993.05.21 : Furueru Kesshin

Compilation
- 2007.08.17 : Ōno Mikiyo Singles Complete (4 titres)

Singles avec LOVE TRACE
- 2000 : Déjà-vu
- 2000 : Dive

## Autres activités
Photobooks
- 1993 : NOVA LUNA
- 1995 : The Wind Rose
- 1996 : True Blue
- 1997 : Scarlet

Vidéo de Concert
- 1996 : Ōno Mikiyo Birthday LIVE 95

Film vidéo
- 1997 : Zero woman: Kesenai kioku

Jeu vidéo
- 1998 : Eurasia Express Satsujin Jiken sur PlayStation

## Liens
- « Mikiyo Ōno » (présentation), sur l'Internet Movie Database